# Илийно
Илийно е село в Североизточна България. То се намира в Община Омуртаг, Област Търговище.

## География
Село Илийно се намира в планински район.

## История
При избухването на Балканската война в 1912 година един човек от Елезлери е доброволец в Македоно-одринското опълчение.
До 1934 година името на селото е Елезлери. През 2001 към Илийно е присъединено обезлюденото село Средище.